# Sabine Spitz
Pour les articles homonymes, voir Spitz.
Sabine Spitz née le 27 décembre 1971 à Bad Säckingen, est une coureuse cycliste allemande. Elle pratique le cross-country et le cross-country marathon. 
Elle est championne olympique de VTT cross-country 2008.

## Biographie
En 2008, elle devient championne olympique de cross-country à 36 ans.
Elle met fin à sa carrière en septembre 2019, à 47 ans.

## Palmarès en VTT

### Jeux olympiques
- Athènes 2004
  -  Médaillée de bronze en VTT cross-country
- Pékin 2008
  -  Médaillée d'or en VTT cross-country
- Londres 2012
  -  Médaillée d'argent en VTT cross-country

### Championnats du monde de cross-country
Palmarès dans les compétitions individuelles :
- Juniors (1)
  -  Championne du monde juniors en 1999 (Åre, Suède)
- Élites (1)
  -  Championne du monde en 2003 (Lugano, Suisse)
  -  Médaillée d'argent en 2007 et 2008
  -  Médaillée de bronze en 2001 et 2002
- Relais par équipes
  -  Médaillée d'argent en 2010
  -  Médaillée de bronze en 2012

### Championnats du monde de marathon
- Élites (1)
  -  Championne du monde en 2009 (Graz, Autriche)
  - 2e en 2007, 2008, 2010, 2011, 2014 et 2017
  - 3e en 2015

### Coupe du monde

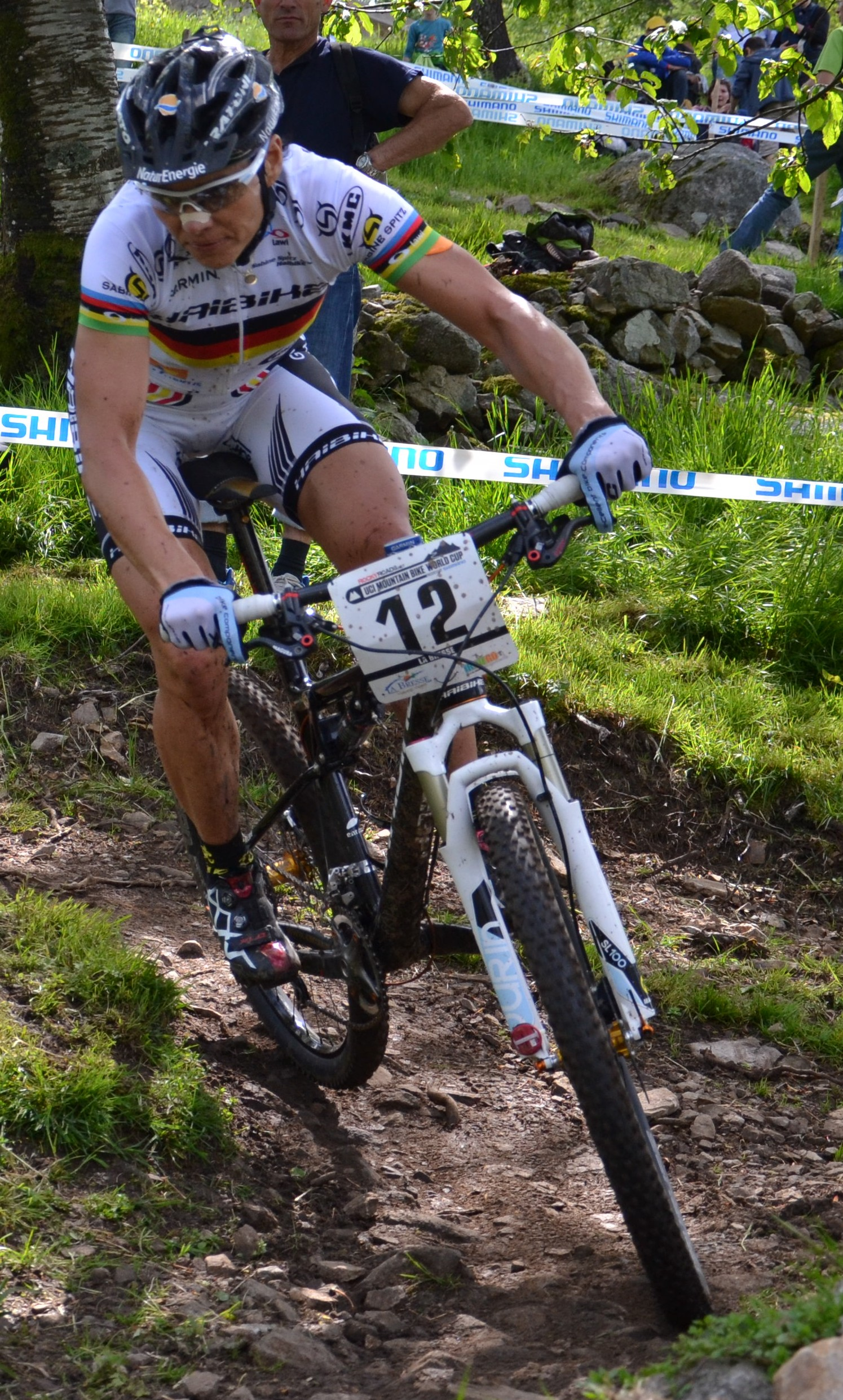
Sabine Spitz lors de la 4e manche de la coupe du monde de VTT 2012 à La Bresse (France).

- Coupe du monde de cross-country 
  - 3e en 2002  (1 manche)
  - 2e en 2003
  - 2e en 2005
  - 3e en 2006
  - 14e en 2012
  - 25e en 2013 (1 manche)
  - 7e en 2014
  - 23e en 2015
- Coupe du monde de cross-country eliminator
  - 12e en 2014

### Championnats d'Europe
- Championne d'Europe de cross-country (2) : 2007 et 2008 (2e en 2001, 3e en 2002, 2004, 2006, 2009, 2012 et 2016)
- Championne d'Europe de cross-country marathon (2) : 2007 et 2015 (3e en 2013)

### Championnat d'Allemagne
- Championne d'Allemagne de cross-country (14) : 2001 à 2006, puis 2008 à 2013 et 2016 à 2017
- Championne d'Allemagne de cross-country marathon (5) : 2004, 2005, 2010, 2015 et 2018
- Championne d'Allemagne de cross-country eliminator : 2014

## Palmarès en cyclo-cross
- 2004-2005
  -  Médaillée d'argent du championnat du monde de cyclo-cross
  - 2e du championnat d'Allemagne de cyclo-cross
- 2010-2011
  - 10e du championnat du monde de cyclo-cross
- 2015-2016
  - Crossrace GP Lucerne, Pfaffnau

## Distinctions
- Cycliste allemande de l'année : 2003 et 2008
- UEC Hall of Fame[2]